# IATA空港コードの一覧/J
IATA空港コードの一覧: A - B - C - D - E - F - G - H - I - J - K - L - M - N - O - P - Q - R - S - T - U - V - W - X - Y - Z

## J
このリストでは次のような形式で羅列する。
IATAコード - ICAOコード - 空港名 - 空港の所在地
| IATAコード | ICAOコード | 空港名                                                  | 所在地                                                     |
| ---------- | ---------- | ------------------------------------------------------- | ---------------------------------------------------------- |
| JAA        | OAJL       | ジャラーラーバード空港                                  | アフガニスタン、ジャラーラーバード                         |
| JAC        | KJAC       | ジャクソン・ホール空港                                  | アメリカ合衆国、ワイオミング州ジャクソン                   |
| JAF        | VCCJ       | カンケサンツライ空港                                    | スリランカ、ジャフナ                                       |
| JAG        | OPJA       | ジャコババード空軍基地                                  | パキスタン、ジャコババード                                 |
| JAI        | VIJP       | ジャイプル空港                                          | インド、ラージャスターン州ジャイプル                       |
| JAN        | KJAN       | ジャクソン・エヴァース国際空港                          | アメリカ合衆国、ミシシッピ州ジャクソン                     |
| JAS        | KJAS       | ジャスパー郡＝ベル・フィールド                          | アメリカ合衆国、テキサス州ジャスパー                       |
| JAT        |            | ジャボット空港                                          | マーシャル諸島、ジャボット島                               |
| JAU        | SPJJ       | フランシスコ・カルル空港                                | ペルー、ハウハ                                             |
| JAV        | BGJN       | イルリサット空港                                        | グリーンランド、イルリサット                               |
| JAX        | KJAX       | ジャクソンビル国際空港                                  | アメリカ合衆国、フロリダ州ジャクソンビル                   |
| JBR        | KJBR       | ジョーンズボロ市営空港                                  | アメリカ合衆国、アーカンソー州ジョーンズボロ               |
| JCH        | BGCH       | カシギアングイト・ヘリポート                            | グリーンランド、カシギアングイト                           |
| JCI        | KIXD       | ニュー・センチュリー・エアセンター （FAAコードではIXD） | アメリカ合衆国、カンザス州オレイサ                         |
| JCT        | KJCT       | キンブル郡空港                                          | アメリカ合衆国、テキサス州ジャンクション                   |
| JCU        | GECT       | セウタ・ヘリポート                                      | スペイン、セウタ                                           |
| JDA        |            | グラント郡地域空港                                      | アメリカ合衆国、オレゴン州ジョン・デイ                     |
| JDD        | KJDD       | ウッド郡空港                                            | アメリカ合衆国、テキサス州クイットマンとミニオーラ         |
| JDF        | SBJF       | フランシスコ・アウバレス・デ・アシス空港                | ブラジル、ミナスジェライス州ジュイス・デ・フォーラ         |
| JDH        | VIJO       | ジョードプル空港                                        | インド、ラージャスターン州ジョードプル                     |
| JDN        | KJDN       | ジョーダン空港                                          | アメリカ合衆国、モンタナ州ジョーダン                       |
| JDO        | SBJU       | カリリ地域空港                                          | ブラジル、セアラー州ジュアゼイロ・ド・ノルテ               |
| JDZ        | ZSJD       | 景徳鎮空港                                              | 中華人民共和国、江西省景徳鎮市                             |
| JED        | OEJN       | キング・アブドゥルアズィーズ国際空港                    | サウジアラビア、ジッダ                                     |
| JEF        | KJEF       | ジェファーソン・シティ記念空港                          | アメリカ合衆国、ミズーリ州ジェファーソン・シティ           |
| JEG        | BGAA       | アシアート空港                                          | グリーンランド、アシアート                                 |
| JEJ        |            | ジェ空港                                                | マーシャル諸島、アイリングラップ環礁                       |
| JER        | EGJJ       | ジャージー空港                                          | イギリス、ジャージー                                       |
| JFK        | KJFK       | ジョン・F・ケネディ国際空港 （旧アイドルワイルド空港）  | アメリカ合衆国、ニューヨーク州ニューヨーク市ジャマイカ地区 |
| JFR        | BGPT       | パーミュート空港                                        | グリーンランド、パーミュート                               |
| JFX        | KJFX       | ウォルカー郡空港（ベビル・フィールド）                  | アメリカ合衆国、アラバマ州ジャスパー                       |
| JGA        | VAJM       | ジャームナガル空港                                      | インド、グジャラート州ジャームナガル                       |
| JGB        |            | ジャグダルプル空港                                      | インド、チャッティースガル州ジャグダルプル                 |
| JGN        | ZLJQ       | 嘉峪関空港                                              | 中華人民共和国、甘粛省嘉峪関市                             |
| JGO        | BGGN       | ケケルタルスアク・ヘリポート                            | グリーンランド、ケケルタルスアク                           |
| JHB        | WMKJ       | スナイ国際空港                                          | マレーシア、ジョホールバル                                 |
| JHG        | ZPJH       | シーサンパンナ・ガサ空港                                | 中華人民共和国、雲南省景洪市                               |
| JHM        | PHJH       | カパルア空港                                            | アメリカ合衆国、ハワイ州ラハイナ                           |
| JHS        | BGSS       | シシミュート空港                                        | グリーンランド、シシミュート                               |
| JHW        | KJHW       | シャトークア郡＝ジェームズタウン空港                    | アメリカ合衆国、ニューヨーク州ジェームズタウン             |
| JIB        | HDAM       | ジブチ国際空港                                          | ジブチ、ジブチ市                                           |
| JIJ        | HAJJ       | ジジガ空港                                              | エチオピア、ジジガ                                         |
| JIL        | ZYJL       | 二台子空港                                              | 中華人民共和国、吉林省吉林市                               |
| JIM        | HAJM       | アバ・セグ空港                                          | エチオピア、ジンマ                                         |
| JIP        | SEJI       | ヒピハパ空港                                            | エクアドル、ヒピハパ                                       |
| JIU        | ZSJJ       | 九江廬山空港                                            | 中華人民共和国、江西省九江市                               |
| JJI        | SPJI       | フアンフイ空港                                          | ペルー、フアンフイ                                         |
| JJN        | ZBDX       | 泉州晋江空港                                            | 中華人民共和国、福建省泉州市                               |
| JJU        | BGJH       | カコトック・ヘリポート                                  | グリーンランド、カコトック                                 |
| JKA        | KJKA       | ジャック・エドワーズ空港                                | アメリカ合衆国、アラバマ州ガルフ・ショアーズ               |
| JKG        | ESGJ       | ヨンショーピング空港                                    | スウェーデン、ヨンショーピング市                           |
| JKH        | LGHI       | ヒオス島国営空港                                        | ギリシャ、ヒオス県                                         |
| JKL        | LGKY       | カリムノス島国営空港                                    | ギリシャ、カリムノス島アルゴス                             |
| JKT        |            | 市内全ての空港                                          | インドネシア、ジャカルタ                                   |
| JLA        |            | クオーツ・クリーク空港                                  | アメリカ合衆国、アラスカ州クーパー・ランディング           |
| JLN        | KJLN       | ジョプリン地域空港                                      | アメリカ合衆国、ミズーリ州ジョプリン                       |
| JLR        | VAJB       | ジャバルプル空港                                        | インド、マディヤ・プラデーシュ州ジャバルプル               |
| JMK        | LGMK       | ミコノス島国営空港                                      | ギリシャ、ミコノス島                                       |
| JMO        | VNJS       | ジョムソン空港                                          | ネパール、ジョムソン                                       |
| JMS        | KJMS       | ジェームズタウン地域空港                                | アメリカ合衆国、ノースダコタ州ジェームズタウン             |
| JMU        |            | ジャムス国際空港                                        | 中華人民共和国、黒龍江省ジャムス市                         |
| JNB        | FAJS       | O・R・タンボ国際空港                                    | 南アフリカ共和国、ヨハネスブルグ                           |
| JNG        | ZLJN       | 済寧曲阜空港                                            | 中華人民共和国、山東省済寧市                               |
| JNN        | BGNN       | ナノルタリーク・ヘリポート                              | グリーンランド、ナノルタリーク                             |
| JNS        | BGNS       | ナルサーク・ヘリポート                                  | グリーンランド、ナルサーク                                 |
| JNU        | PAJN       | ジュノー国際空港                                        | アメリカ合衆国、アラスカ州ジュノー                         |
| JNX        | LGNX       | ナクソス島国営空港                                      | ギリシャ、ナクソス島                                       |
| JOE        | EFJO       | ヨエンスー空港                                          | フィンランド、ヨエンスー                                   |
| JOG        | WIIJ       | アジスチプト国際空港                                    | インドネシア、ジョグジャカルタ市                           |
| JOL        | RPMJ       | ホロ空港                                                | フィリピン、スールー州ホロ                                 |
| JON        |            | ジョンストン島                                          | アメリカ合衆国領、ジョンストン環礁                         |
| JOT        | KJOT       | ジョリエット地域空港                                    | アメリカ合衆国、イリノイ州ジョリエット                     |
| JPA        | SBJP       | プレジデンテ・カストロ・ピント国際空港                  | ブラジル、パライバ州ジョアンペソア                         |
| JQA        | BGUQ       | カールスト空港                                          | グリーンランド、カールスト                                 |
| JQF        | KJQF       | コンコード地域空港                                      | アメリカ合衆国、ノースカロライナ州コンコード               |
| JRB        |            | ダウンタウン・マンハッタン・ヘリポート                  | アメリカ合衆国、ニューヨーク州ニューヨーク市マンハッタン   |
| JRF        | PHJR       | カラエロア空港（ジョン・ロジャース・フィールド）        | アメリカ合衆国、ハワイ州カポレイ                           |
| JRH        | VEJT       | ジョルハート空港                                        | インド、アッサム州ジョルハート                             |
| JRO        | HTKJ       | キリマンジャロ国際空港                                  | タンザニア、キリマンジャロ                                 |
| JRS        |            | アタロト空港（エルサレム国際空港）                      | イスラエル、エルサレム                                     |
| JSH        | LGST       | シティア公営空港                                        | ギリシャ、クレタ島シティア                                 |
| JSI        | LGSK       | スキアトス島国営空港                                    | ギリシャ、スキアトス島                                     |
| JSO        | KJSO       | チェロキー郡空港                                        | アメリカ合衆国、テキサス州ジャクソンビル                   |
| JST        | KJST       | ジョン・マーサ・ジョンズタウン＝カンブリア郡空港        | アメリカ合衆国、ペンシルベニア州ジョンズタウン             |
| JSU        | BGMQ       | マニートソック空港                                      | グリーンランド、マニートソック                             |
| JTC        |            | バウル・アレアウバ空港                                  | ブラジル、サンパウロ州バウル                               |
| JTI        |            | ジャタイ空港                                            | ブラジル、ゴイアス州ジャタイ                               |
| JTR        | LGSR       | サントリーニ空港                                        | ギリシャ、サントリーニ島                                   |
| JUI        | EDWJ       | ユイスト空港                                            | ドイツ、ユイスト                                           |
| JUJ        | SASJ       | ゴベルナドール・オラシオ・グスマン国際空港              | アルゼンチン、サン・サルバドル・デ・フフイ                 |
| JUL        | SPJL       | インカ・マンコ・カパック国際空港                        | ペルー、フリアカ                                           |
| JUM        | VNJL       | ジュムラ空港                                            | ネパール、ジュムラ                                         |
| JUN        | YJDA       | ジャンダー空港                                          | オーストラリア、クイーンズランド州ジャンダー               |
| JUT        | MHJU       | フティカルパ空港                                        | ホンジュラス、フティカルパ                                 |
| JUV        | BGUK       | ウペルナヴィク空港                                      | グリーンランド、ウペルナヴィク                             |
| JUZ        | ZUJZ       | 衢州空港                                                | 中華人民共和国、浙江省衢州市                               |
| JVI        |            | 中部ジャージー地域空港                                  | アメリカ合衆国、ニュージャージー州ヒルズボロー郡区         |
| JVL        | KJVL       | 南ウィスコンシン地域空港                                | アメリカ合衆国、ウィスコンシン州ジェーンズビル             |
| JVY        | KJVY       | クラーク地域空港                                        | アメリカ合衆国、インディアナ州ジェファーソンビル           |
| JWN        | KJWN       | ジョン・C・チューン空港                                 | アメリカ合衆国、テネシー州ナッシュビル                     |
| JXB        |            | ジュベル・アリ国際空港（建設中）                        | アラブ首長国連邦、ドバイ南部ジュベル・アリ近郊 [:en]       |
| JXN        | KJXN       | ジャクソン郡空港（レイノルズ・フィールド）              | アメリカ合衆国、ミシガン州ジャクソン                       |
| JYM        | KJYM       | ヒルズデール市営空港                                    | アメリカ合衆国、ミシガン州ヒルズデール                     |
| JYO        | KJYO       | リーズバーグ・エグゼクティブ空港                        | アメリカ合衆国、バージニア州リーズバーグ                   |
| JYV        | EFJY       | ユヴァスキュラ空港                                      | フィンランド、ユヴァスキュラ                               |
| JZH        |            | 四川九寨黄龍空港                                        | 中華人民共和国、四川省松潘県                               |
| JZI        | KJZI       | チャールストン・エグゼクティブ空港                      | アメリカ合衆国、サウスカロライナ州チャールストン           |